# Königstraße 17 (Fürth)

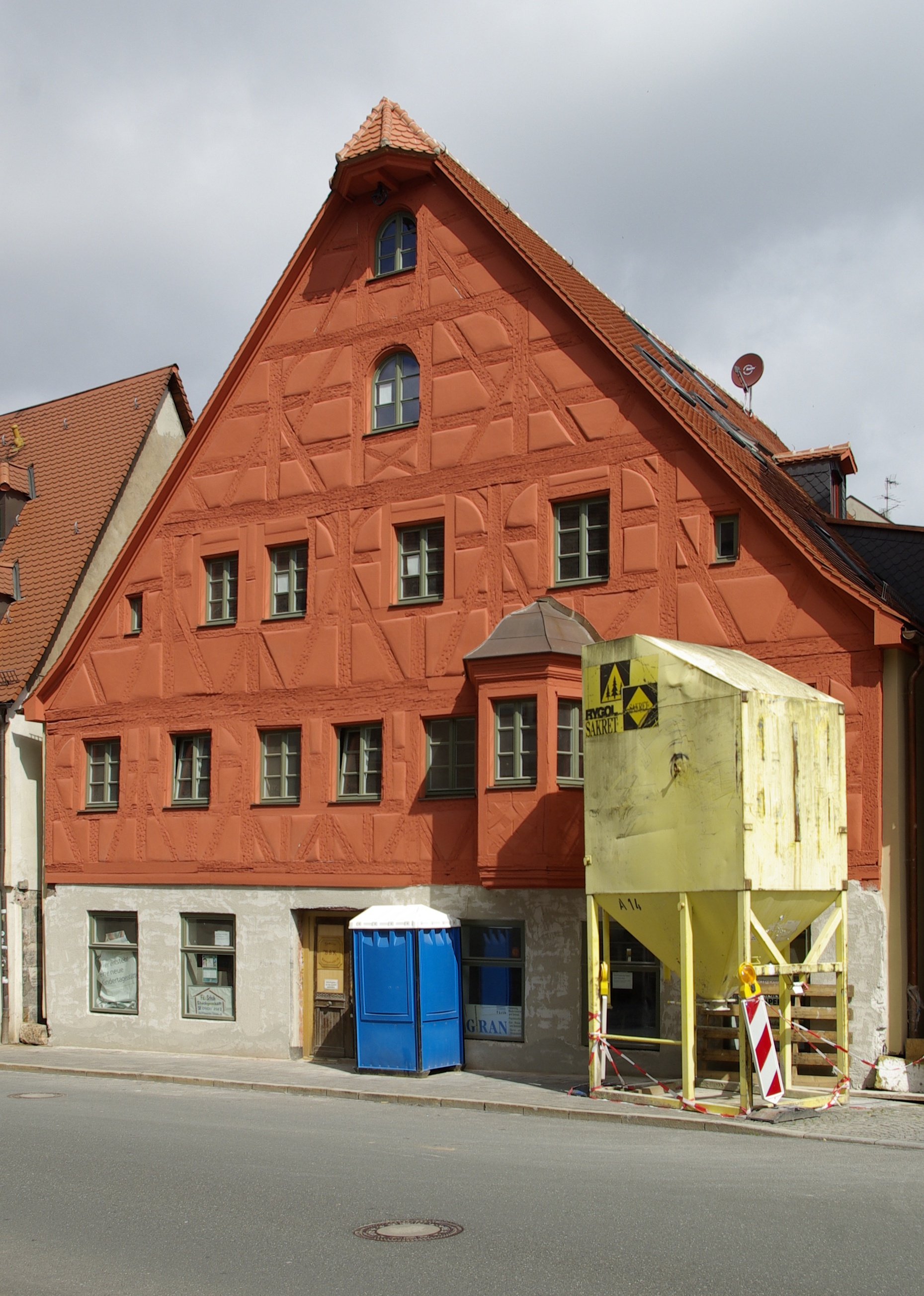
Haus Königstraße 17 in Fürth während der Renovierung

Das Gebäude Königstraße 17 in Fürth, einer Stadt im bayerischen Regierungsbezirk Mittelfranken, wurde im Kern um 1680 errichtet. Das Wohnhaus ist ein geschütztes Baudenkmal.

## Beschreibung
Der zweigeschossige und verputzte Giebelbau mit Sandsteinerdgeschoss besitzt ein polygonales Holzchörlein.
Die Eigentümer Brigitte und Stefan Bär erhielten im Jahr 2014 die Denkmalschutzmedaille des Freistaates Bayern für die vorbildliche Renovierung des Baudenkmals.